# Spheron
Spheron, anciennement Immanuel Cunt, est un groupe allemand de death metal, originaire de Ludwigshafen am Rhein, en Rhénanie-Palatinat, actif entre 2007 et 2018. 

## Histoire
Le groupe est formé en 2007 sous le nom d'Immanuel Cunt,. Mais comme, selon Tobias Alter, beaucoup de gens pensaient qu'il s'agissait d'un groupe de pornogrind, le groupe change rapidement son nom en Spheron. Après mars 2008, le groupe existe dans sa composition avec le chanteur Daniel Spoor, les guitaristes Tobias Alter et Mark Walther, le bassiste Matthias Minor et le batteur Tobias Blach. En automne 2008, le groupe enregistre sa première démo, intitulée Demo 2008. 
L'EP To Dissect Paper suit en juillet 2010. Le premier album Ecstasy of God sort en juillet 2013 sur Apostasy Records. L'enregistrement de l'album était déjà terminé en juillet de l'année précédente, mais sa sortie avait été retardée en raison de problèmes liés à la pochette. En janvier 2016, le groupe annonce la sortie d'un nouvel album, A Clockwork Universe. La même année en mars, ils sortent le clip du single Plains of Hungary. Le groupe se sépare en 2018.

## Style musical
Selon Matthias Olejnik de metal.de, le groupe se situerait entre le death metal technique et progressif. Selon Björn Thorsten Jaschinski du magazine Rock Hard, l'album Ecstasy of God serait un mélange de progressif et de death metal. Selon Mark Walther, le titre aurait été inspiré par les paroles d'une chanson du groupe Deadborn. Les chansons de l'album traitent entre autres d'une idée d'Eduard von Hartmann, de la tragédie des biens communs ou de la naissance du moi. Musicalement, le groupe est influencé, entre autres, par des groupes comme Metallica, Death et Nile.

## Discographie
- 2008 : Demo 2008 (démo)
- 2010 : To Dissect Paper (EP)
- 2013 : Ecstasy of God (album, Apostasy Records)
- 2016 : A Clockwork Universe (album, Apostasy Records)